# René Allio
René Allio nació el 8 de marzo de 1924 Marsella (Bouches-du-Rhône) y falleció el 27 de marzo de 1995 en París director de cine, guionista y pintor francés
Dirigió su primera película en el año 1963, el cortometraje La meule, dirigió su primera película en 1965 con su primer largometraje, La vieja dama indigna, que le permite volver a conectar con sus raíces en Marsella. Esta película recibió los primeros premios, entre otras películas podemos citar La una y la otra (1967), Les camisards (1972), Ruda jornada para una reina (1973), Yo, Pierre Rivière, habiendo matado a mi madre, mi hermana y mi hermano... (1976) de una adaptación de un texto de Michel Foucault, Retour à Marseille (1980) , antes de terminar su carrera cinematográfica en 1991.

## Filmografía (selección)
- Transit (1991)
- Le matelot 512 (1984)
- L'heure exquise (1981)
- Retour à Marseille (1980)
- Yo, Pierre Rivière, habiendo matado a mi madre, mi hermana y mi hermano... (1976)
- Ruda jornada para una reina (1973)
- Les camisards (1972)
- Pierre et Paul (1969)
- La una y la otra (1967)
- La vieja dama indigna  (1965)
- La meule (1963)